# C/1994 T1
Poznamo še pet drugih kometov z imenom Machholz: C/1978 R3 (druge oznake 1978 XIII, 1978l), C/1985 K1 (druge oznake 1985 VIII, 1985e), C/1988 P1 (druge oznake 1988 XV, 1988j), C/1992 N1 (druge oznake 1992 XVII, 1992k) in C/2004 Q2.
Komet Machholz ali C/1994 T1 je komet, ki ga je odkril ameriški ljubiteljski astronom Donald Edward Machholz 2. julija 1994.

## Lastnosti
Soncu se je najbolj približal 2. oktobra 1994 , 
ko je bil na razdalji okoli 1,8 a.e. od Sonca. 

## Opazovanja na Črnem Vrhu
Komet so opazovali tudi na Observatoriju Črni Vrh ,
kjer so ugotovili, da je komet imel v času opazovanj magnitudo med 11,6 in 15,4.